# Lydia (Louisiana)
Lydia is een plaats (census-designated place) in de Amerikaanse staat Louisiana, en valt bestuurlijk gezien onder Iberia Parish.

## Demografie
Bij de volkstelling in 2000 werd het aantal inwoners vastgesteld op 1079.

## Geografie
Volgens het United States Census Bureau beslaat de plaats een oppervlakte van
4,4 km², geheel bestaande uit land.

## Plaatsen in de nabije omgeving
De onderstaande figuur toont nabijgelegen plaatsen in een straal van 24 km rond Lydia.